# Nicolás Peric
Nicolás Miroslav Peric Villarreal (* 19. Oktober 1978 in Talca, Chile) ist ein ehemaliger chilenischer Fußballtorwart, der auch einige Male Nationalspieler war. Sein Spitzname ist Loco (spanisch für „verrückt“).

## Karriere

### Chile
Nicolás Peric begann seine professionelle Fußballkarriere bei CSD Rangers und spielte dort fünf Jahre lang, bis er im Jahre 2004 zu Universidad de Concepción wechselte, wo er allerdings nur ein Jahr blieb. Am 4. Dezember wurde er positiv auf Kokain getestet und wurde von der CONMEBOL für sechs Monate suspendiert. Er und seine Mannschaftskameraden tranken Kokablättertee vor dem Spiel gegen Club Bolívar in La Paz, Bolivien, indem er auch ein Tor erzielte. Nach seiner Sperre lehnte er ab für den Verein anzutreten, da der Verein nicht in der Lage war sein Gehalt zu bezahlen, deshalb wurde er an den damaligen Titelverteidiger Unión Española verkauft, wo er allerdings nur selten zum Einsatz kam.
2006 unterzeichnete er bei Audax Italiano und verbrachte dort die erfolgreichste Zeit seiner Karriere. Er wurde mit seinem Verein Vizemeister beim Copa Libertadores und beendete die Saison 2006/07 auf dem dritten Platz. Wegen seiner guten Leistungen wurde er 2007 in die chilenische Fußballnationalmannschaft für die südamerikanische Kontinentalmeisterschaft Copa América berufen. Zu der Spielzeit 2007/08 wechselte er in die Türkei zu Gençlerbirliği Ankara.

### Türkei
Während seiner Karriere in der Türkei spielte er für Gençlerbirliği Ankara. Dort konnte er mit seiner Mannschaft den Abstieg vermeiden und wurde Vizemeister beim Türkischen Fußballpokal.
Am 2. Dezember 2008 trennte sich der Verein von Peric, wegen seiner Verletzungen und seiner mangelnden Disziplin.

### Argentinien
2009 wurde er von Claudio Borghi verpflichtet und unterzeichnete einen Ein-Jahres-Vertrag bei Argentinos Juniors. Er etablierte sich dort schnell zu einem Stammspieler und spielte in 16 von 19 Spielen. Mit Argentinos Juniors wurde er in der Spielzeit 2009/10 Ligameister.

### Paraguay und Chile
2010 wurde sein Vertrag nicht verlängert und deshalb wechselte er nach Paraguay zu Olimpia Asuncion und anschließend zu CD Cobreloa in Chile. Dort blieb er auch nur eine Saison und stand seitdem wieder bei CSD Rangers unter Vertrag. 2014 wechselte er zu Cobresal. Im Jahr 2015 gewann er mit seiner Mannschaft die chilenische Meisterschaft. Anschließend kehrte er zu Audax Italiano zurück, wo er in den nächsten drei Jahren spielte. Seit Mitte 2018 steht er wieder bei CSD Rangers unter Vertrag.